# 鷲頭弘忠
鷲頭 弘忠（わしず ひろただ）は、室町時代中期の武将。長門国守護代。官位は従五位下・加賀守。

## 出自
鷲頭氏は大内氏の庶流。
大内盛房の三男・鷲頭三郎盛保を祖とする。周防国鷲頭庄を所領とした。弘忠は鷲頭氏の6代目にあたる。

## 略歴
鷲頭弘為の子として誕生。永享4年（1432年）、大内持世によって長門・守護代に補され、長門深川城を居城とした。長門守護代はそれまで大内氏の重臣内藤氏らが任じられており、信頼の厚さが窺える。
嘉吉元年（1441年）持世が死亡すると、教弘が跡を継いだが、弘忠と教弘は不仲だったと考えられ、文安3年（1446年）4月15日に守護代の任を解かれた。一説には、大友氏や少弐氏との戦いで活躍し、筑前国粥田荘（仁和寺領）の代官を務めるなど九州での地盤を広げ、文武両面で有力な武将として勢力を拡大したことが警戒されたとも言われている。また、粥田荘は本家は仁和寺、領家は高野山金剛三昧院が占める重層支配の構造となっていたが、弘忠が仁和寺から直接代官に任じられる一方で、領家の金剛三昧院が任じた代官を少弐氏と内通した疑いで追放して同院の権利を没収したことが教弘の不快感を買ったともいわれている。その後、弘忠は本拠深川城の周辺に支城を築き、教弘の攻撃に備えた。
弘忠は当初、教弘が響灘の深川湾へ水軍をもって侵攻すると考え、亀山城を築いて備えた。しかし、いざ攻撃が始まると、教弘は現在の美祢市方面から侵攻し、鷲頭氏家臣の刺賀氏が守る堅田城や沢差城などを落城させ、搦手から深川城に迫った。
文安5年（1448年）2月17日、遂に深川城は陥落し、弘忠はもとより、その子・弘貞を含む一族郎党全てが殺されたという。
なお、大内氏の菩提寺である大寧寺は彼が開基したもので、弘忠の墓が現在でも残る。